# Astral Weeks Live at the Hollywood Bowl
Albums de Van Morrison
Keep It Simple
(2008) Born to Sing: No Plan B
(2012)
Astral Weeks Live at the Hollywood Bowl est le sixième album live de Van Morrison. Il est publié le 9 février 2009 et a été enregistré lors de deux concerts donnés les 7 et 8 novembre 2008 à l'Hollywood Bowl de Los Angeles. L'album est produit par Morrison. Il est publié sur son label personnel Listen to the Lion Records et est distribué par EMI. Le concert a lieu quarante ans après la publication de l'opus Astral Weeks, il reprend les huit chansons de l'album originel et lui rajoute deux morceaux publiés plus tard. Un des musiciens de l'album de 1968 Jay Berliner joue dans le groupe qui accompagne Van Morrison.
Le New York Daily News place l'album dans « les cinq événements de musique pop les plus attendus pour 2009 ». En février 2010, le disque est désigné "Album Live de l'année 2009" par l'Association des Producteurs de Musique (PMG-Music Producers Guild). Un DVD du concert est publié en mai 2009 sur Amazon.

## Production de l'album
Avec une seule répétition avant les concerts et avec Morrison en tant que producteur qui insiste sur l'absence de toute ingénierie de post-production, l'album live sonne essentiellement comme il a été entendu par les spectateurs. Morrison parlant des concerts et du son en direct de l'enregistrement déclare: « Les concerts du Hollywood Bowl m'ont donné l'occasion d'interpréter ces chansons comme je l'avais prévu à l'origine ». Il dit également : « Il y a certaines dynamiques que vous pouvez obtenir dans les enregistrements en direct que vous ne pouvez pas obtenir dans un enregistrement en studio... Il y avait une alchimie distincte qui se produisait sur cette scène à Hollywood. Je l'ai sentie » « Le nouveau disque a été enregistré en direct, ce que [vous entendez] est ce qui a été joué dans sa forme brute. Il n'y a eu aucun mixage, aucun réglage, aucune post-production du tout, et j'aime ce son brut et branché en temps réel ».

## Les titres
Toutes les chansons sont écrites et composées par Van Morrison.
| 1.    | Astral Weeks - I Believe I've Transcended | 6:32 - 3:24 |
| 2.    | Beside You                                | 5:59        |
| 3.    | Slim Slow Slider - I Start Breaking Down  | 4:08 - 3:37 |
| 4.    | Sweet Thing                               | 5:38        |
| 5.    | The Way Young Lovers Do                   | 3:18        |
| 6.    | Cyprus Avenue - You Came Walking Down     | 4:40 - 1:19 |
| 7.    | Ballerina - Move On Up                    | 6:36 - 3:09 |
| 8.    | Madame George                             | 8:43        |
| 9.    | Listen to the Lion - The Lion Speaks      | 5:15 - 2:28 |
| 10.   | Common One                                | 6:38        |
| 68:46 |                                           |             |

## Musiciens
- Van Morrison - chant, guitare, harmonica, Orgue Hammond
- Jay Berliner - guitare acoustique
- Sarah Jory - guitare rythmique
- Bianca Thornton - guitare rythmique (uniquement sur les deux bonus)
- John Platania - guitare rythmique (uniquement sur les deux bonus)
- David Hayes -  contrebasse
- Tony Fitzgibbon - violon, alto
- Nancy Ellis - violon
- Terry Adams - Violoncelle
- Michael Graham -  Violoncelle
- Roger Kellaway - piano
- Paul Moran - Clavecin, trompette
- Richie Buckley - flûte, saxophone
- Bobby Ruggiero - batterie
- Liam Bradley - percussions

## Sources
- Clinton Heylin (2003). Can You Feel the Silence? Van Morrison: A New Biography, Chicago Review Press  (ISBN 1-55652-542-7)
- Brian Hinton (1997). Celtic Crossroads: The Art of Van Morrison, Sanctuary,  (ISBN 1-86074-169-X)
- Johnny Rogan (2006). Van Morrison: No Surrender, London:Vintage Books  (ISBN 978-0-09-943183-1)
- Steve Turner (1993). Van Morrison: Too Late to Stop Now, Viking Penguin,  (ISBN 0-670-85147-7)
- Erik Hage (2009). The Words and Music of Van Morrison, Praeger Publishers,  (ISBN 978-0-313-35862-3)